# 西帕尔梅拉
西帕尔梅拉是巴西圣保罗州的一个市镇。总面积320.086平方公里，总人口9858人，人口密度30.8人/平方公里。